# Finská lidová armáda

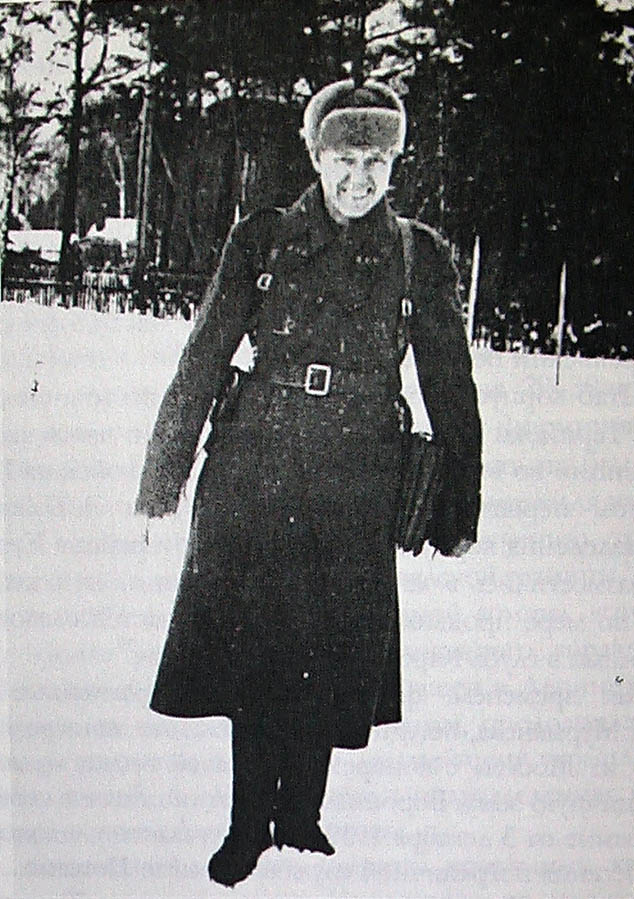
Důstojník FOA (1939)

Finská osvobozenecká armáda, respektive Finská lidová armáda (FOA, finsky Suomen kansanarmeija, rusky Финская народная армия), představovala ozbrojené síly formálně podřízené Kuusinenově Finské lidovědemokratické vládě, podporující Rudou armádu při invazi do Finska. Vznikla krátce před Zimní válkou v listopadu 1939, zanikla v roce 1940 poté, co Stalin vzdal svůj plán na vojenské obsazení celého Finska. V době své největší síly k ní patřilo 18 000 mužů.
Teoreticky měla představovat armádu finských dobrovolníků, složenou z Rudých Finů, kteří uprchli do SSSR po nezdařeném povstání z roku 1918. Ve skutečnosti však tuto charakteristiku splňoval pouze zanedbatelný zlomek rekrutů. Většina jejích členů byla násilně zverbována z obyvatel Ruské Karélie a nikdy neměla s Finskem nic společného. Tito rekruti většinou SSSR a Rudou armádu z celého srdce nenáviděli. Pokud k tomu dostali příležitost, zabíjeli své komisaře a buďto prchali, nebo se ochotně masově vzdávali. Jako zajatci pak velice pilně spolupracovali s Finy a projevovali snahu získat ve Finsku politický azyl. Dostala ho však jen malá část z nich. Do řad FOA tak byli zařazováni i příslušníci jiných národů SSSR. Mezi vojáky Rudé armády ve Finsku se tak rozšířil vtip: „Narazíme tu na finské miny?“ „To nevím jistě, ale určitě narazíte na minské Finy“
Celkově byla FOA vedením Rudé armády hodnocena jako naprosto nespolehlivá a naprosto nepoužitelná. Polní velitelé, kterým byla přidělena, ji označovali za přítěž a za výzvědnou službu nepřítele.